# Thomsonovo sipanje
Thomsonovo sipanje je pojav, na katerem temelji rentgenska difrakcija. Rentgensko sevanje zadene elektrone, to povzroči spreminjajoče se električno polje, ki je enake električne poljske jakosti kot vpadno sevanje. Elektroni zato zanihajo s frekvenco, ki je enaka frekvenci vpadne svetlobe. To nihanje je pospešeno, zato negativno nabiti elektroni sevajo svetlobo s frekvenco enako frekvenci vpadne svetlobe. Ta svetloba se nato sipa v poljubni smeri.
Intenziteta Thomsonovega sipanja je obratno sorazmerna s kvadratom mase nabitega delca, zato je takšno sipanje na protonih, ki imajo precej večjo maso v primerjavi z elektroni, zanemarljivo.